# 文峰街道 (盐城市)
文峰街道，是中华人民共和国江苏省盐城市亭湖区下辖的一个乡镇级行政单位。

## 行政区划
文峰街道下辖以下地区：
文曲社区、儒学社区、板桥社区、解放桥社区、朝阳社区、盐马路社区、沿河社区、双元路社区、三元巷社区、迎宾桥社区、众想社区、大庆社区、西苑社区、双元村和长坝村。